# Форконтумац
Форконтумац или Швеб је речно острво површине 391,7 хектара, које се налази на Дунаву, југозападно од Панчева и источно од Београда. Већи део острва је обрастао густом вегетацијом, а на више места на острву се налазе баре издуженог облика које су некада били канали којим је текла дунавска вода. Викенд насеље и излетиште Бела Стена се налази на западном крају острва. Северно од Форконтумца је ушће Тамиша у Дунав. Острва Чакљанац и Штефанац, која су данас засипањем канала претворена у једно острво, се налазе јужно од аде Форконтумац. Сва три острва као и Старчевачка ада припадају општини Панчево. Аде Форконтумац, Штефанац и Чакљанац чине заштићено станиште треће категорије и представљају функционалну целину водених, влажних и шумских станишта. Одлуку о заштити природног добра „Панчевачке аде”, донела је Скупштина града Панчева 5. маја 2019. године на основу студије о заштити коју је израдио Покрајински завод за заштиту природе.

## Занимљивости везане за име
Име острва односи се на некадашњу аустријску карантинску станицу града Панчева, изграђену 1726. године, која се налазила на обали преко пута острва, на ушћу Тамиша у Дунав. Стари термин Контумац (лат. Contumacia) коришћен је као синоним за карантин. Године 1813. један од најпознатијих гостију је био Вук Караџић који је у њему остао неколико недеља. Контумац био доста удаљен од Панчева и налазио се на водоплавном терену, па је то вероватно био разлог да се у самом граду сагради нови. После пресељења контумца у град у згради старог контумца установљен је форкунтумац што би могло да се преведе као претконтумац (реч for на немачком значи пред) и био је истурено одељење контумца. Контумци су биле установе у којим су лица која су долазила с територије тадашње Турске царевине и роба која је одатле довожена морали да издрже карантин, који је био обавезан за све путнике. Путнике је прегледао лекар. Они који су били болесни или сумњиви били су упућивани у форкунтумац на лечење. Дужина боравка у карантину је зависила од степена предострожности и трајала је од 21 до 42 дана у зависности од епидемиолошке ситуације у тадашњој Турској. Други назив овог острва је Швеб и долази од немачке речи Schweben која значи плутати, лебдети.

## Викенд насеље и излетиште
На врху острва се налази викенд насеље од око 440 кућа углавном насељених током лета. Пешчана плажа која се такође налази на врху острва је доста посећена током топлих летњих дана.

## Галерија
- Излетиште Бела стена
- Плажа на средини Форконтумца у средњим водама
- Аустријска карта Панчева и околине из времена Марије Терезије